# William Barnes
Thomas William Barnes  (5. marts 1876 i Hamilton, Canada - 16. december 1925 smst) var en canadisk skytte som deltog i OL 1924 i Paris.
Barnes vandt en  sølvmedalje i skydning under OL 1924 i Paris. Han kom på en andenplads i holdkonkurrencen i lerdueskydning-konkurrencen. De andre på holdet var George Beattie, James Montgomery, Samuel Vance, John Black og Samuel Newton.